# ギャルバサラ -戦国時代は圏外です-
『ギャルバサラ　-戦国時代は圏外です-』（ギャルバサラ せんごくじだいはけんがいです）は、2011年11月26日に公開された日本の映画作品。また、メ〜テレ開局50周年記念作品でもある。
監督はドラマ『マジすか学園』などを手がけた佐藤太で、本作品にもAKB48およびSKE48のメンバーがキャスティングされている。
2012年8月29日には、スピンオフドラマ『ギャルバサラ外伝』がメ〜テレで放送された。

## あらすじ
冒頭は旧岐阜城跡の展望台からの眺めとヒロインである愛知県名古屋に住む女子高生麻美の「昨日から見れば今日は未来。しかし自分にとっての未来とは単に時間が流れたということでない」というセリフから始まる。
場面は冒頭より時間が遡っており麻美とその親友奈緒と優の3人でプールサイドの話しているところから始まり、普段真面目な麻美を誘って午後の授業をさぼることにした（この後の展開模索中に何度か登場する）。
時間は少し進み麻美、優、ヒロ子、公平は歴史の単位の補習として市内の歴史博物館を訪れていた。同じころ卓也は科学者である父と一緒に空間のゆがみの調査のため同じ博物館を訪れていた。すると突然タイムホールが表れて5人が吸い込まれてしまう。5人が目を覚ましたのは深い森の中、そこは戦国時代の合戦場であった。
しかし、卓也以外の4人は目の前で戦っている兵隊を博物館のアトラクションと思い、携帯で動画撮影をしていた。夜になり携帯の電波が入らず、卓也の持っていた手動発電機付懐中電灯で遊んでいたところ、与平、吾作、利吉の三人に捕まってしまう。未来からタイムスリップしてきたことに自暴自棄になり始めた5人を「安全な場所に連れて行く」と言って食事を与えてくれた。利吉たち3人は豊臣秀吉こと木下藤吉郎と同じ村出身で、秀吉と同じように侍になって立身出世を夢見ていた。道中利吉たちは、麻美たち女子高生のメイクに目を丸くしていたり、卓也と荷物を交換したり、公平から投球フォームを教わったり（のちにこれが役に立つ）と交流を深めた。
そんな最中、野武士にやられたとみられる遺体を見つけ利吉たちは武器を調達しこれからについて話を始める。彼らが麻美たちを助けたのにはわけがあった。麻美たちをだしに使ってどこかの軍に召し抱えてもらう寸法だった。そしてその行き先として利吉は金華山へ向かうという。その訳として懐から一通の御触書を出す。そのころ麻美たちは殺された遺体を見て、自分たちのいた未来とは違う戦国時代の現実にショックを受け、その後の食事にも手を出せずにいた。そんな麻美たちを見かねた与平が本当は殺したくも殺されたくもないが生きるために何でもやるという話をすると「死んだらおいしいものが食べられない」とヒロ子が食べたことからみな食事を食べだした。
そんな最中突然麻美の足もとに一本の矢が突き刺り、野武士に襲われる。利吉と吾作がトイレで不在だったため、与平が一人で麻美たちを守るが背後をとられて切られてしまう。野武士が麻美を切ろうとした瞬間利吉たちが戻り野武士を撃退するも与平は命を落とす。しかし逃げている途中で麻美たちはひろ子と公平と離れてしまう。麻美はひろ子たちを探そうとするが利吉に説得され断念する。川辺には脱ぎ捨てられた制服のブレザーと刀で切られたとみられる携帯、そして赤く染まった川のシーンが映る。
命からがら何とか金華山へたどり着いた麻美たち、そこには岐阜城が建っていた。城内に入り慣れない正座で待たされる麻美たち、そこに岐阜城の城主織田信長が現れる。すると家臣の木下藤吉郎が自分と同じ村出身の者が未来人を連れてきたと伝えると信長は驚くことなく未完の安土城の設計図を見せて、麻美たちに未来に残っているか問いただした。すると圏外だったはずの麻美の携帯が突然鳴り出す。それと同時に空にタイムホールが出現する。電話の相手は麻美がいた博物館で久しぶりに会った中学の同級生の麻由であった。麻由は歴史好きの女の子いわゆる歴女だった。麻美は麻由に織田信長に会っていると話すが信じてもらえず、もしそうなら顔が見たいと言われ優が携帯で写真を撮影。その際目の横にピースポーズを持ってくるいわゆるギャルピースを教えた。麻由のアドレスと聞いている最中に電波が切れ写真を送ることはできなかったが、現代にいる麻由が持っている歴史の教科書に描かれている信長の肖像画がギャルピースをしている姿に変わっていた。
携帯がまた圏外になり落ち込む麻美と優の耳に突然聞きなれたドラえもんの歌が（麻美の着メロもドラえもん）、その歌の主を探しに走り出す麻美たち。するとそこには藤吉郎の妻寧々がいた。じつは寧々は中学2年のころ戦国時代に飛ばされてきた未来人であった（中学の略称「おんちゅう」をもじって「私wont you」というギャグをかますがドン滑り）。
寧々が飛ばされたのは今から16年前。藤吉郎に見初められ夫婦となり、中学時代に覚えていた歴史の知識をもとに藤吉郎を通して桶狭間のアドバイスを信長にし、藤吉郎を出世させていた。そのため藤吉郎は寧々に睨まれると何も言えなくなる。しかし寧々の知識は中二で止まっているためそれ以上の知識はない。そのため寧々は自分以外の未来人を探していた。じつは先ほど利吉たちが見ていた御触書、あれには未来の学生について書かれていた。寧々は現代に戻ることをあきらめており麻美たちにこれからここで生き抜くよう話す。
寧々の口から飛ばされたのは元亀三年十月九日、西暦1572年と教わった卓也はタブレット端末に何やら入力を始める。その晩布団の中で不敵な笑いをする。すると信長の家臣徳川家康が武田信玄が進撃してくるので寧々に助言を求めに来たが、寧々にはその知識がないので麻美たちに白羽の矢が立つが麻美たちはわからずにいた。すると卓也が夕方になると携帯が使えるかもと言い出し、その通り現代と通話ができるようになり麻由に電話する。電話の終わり際に麻由が歴女として胸を張っているのは麻美が中学時代「歴女でいいじゃん」といったからであり麻美の帰りを待っていると言い残す。それと同時に優の携帯が鳴りだす。その相手は死んだと思われたヒロ子であった。ヒロ子は公平とともに河津信行という男の元に捕まっていた。
その夜、麻美と優は同じく親友であった奈緒のことを思い出す。いつまでも一緒つながっていようと約束をした3人であったが、奈緒が突然夢をかなえるためにアメリカにダンス留学するので退学届けを出したことを切り出すと、麻美は何の相談もなく決めたことにいらだち喧嘩別れしてしまう。じつは奈緒が退学したのはダンス留学のためではなく病気で入院するためだと後で知る。
戦国時代で生きるために強くなろうとする優、どうにか現代に帰ろうとする麻美との間で対立が起きる。それはただの対立ではなく奈緒に対する二人の考えの違いでもあった。至って平凡で普通の学生であった麻美が歴史の補修を受けていた理由は試験を受けなかったことにある。その原因は奈緒が入院している事実を知ったためである。
病院にいくとやつれ切った奈緒がいた。奈緒は3人おそろいのストラップの自分の分を麻美に渡し天下を取るよう託すが麻美はそれを断る。すると奈緒は笑った。優はその麻美の態度を奈緒から逃げたと考え心の底では嫌っていた。
優とけんかをし落ち込んでいた麻美に声をかけたのは利吉であった。利吉に諭されてそれまで逃げていた奈緒への思いにこたえるべく麻美は行動を起こす。携帯が通じることを予測した卓也に戻る方法を問いただし、タイムホールが地上に出現した時は携帯の電波が弱くなることから逆に携帯の電波が弱くなる時を探しタイムホールが明日地上に現れることを探り当てた。またこの機会を逃すと10年後になることもわかった。
そのころ河津のもとにいたヒロ子と公平は、最初から関係がぎくしゃくしていた。その訳は以前公平がヒロ子を誘って出掛けた際、ヒロ子の目の前で他校の生徒にぼこぼこにされたことに負い目を感じていた公平。それに対してヒロ子はそれ以降誘ってこない公平の態度に怒っていた。しかし互いの気持ちをぶつけ合ったことで理解し合った。そんな時麻美から電話が入る。麻美はヒロ子たちにタイムホールが現れることを伝えた。ヒロ子たちはこのことを河津に伝えるをそれまで優しかった態度を一変させた。じつは河津も未来人だった。河津が何年前に飛ばされてきたのかは不明だが、携帯電話を知らないことやヒロ子たちが帰るといった際に「BUCK　TO　THE　FUTUERはさせないよ」というあたりからおよそ20年ほど前と考えられる。
河津は本人いわく未来ではろくな人生を歩んでこなかった。そんな自分でも偉くなれるのが戦国時代。教科書の歴史通り進むのをどうにか得たいと思っていた矢先、タイムホールの光の話を聞きつけ、未来から来た人間を利用しようと策略していた。ヒロ子たちは期待外れだったが、ネットにつなげばなんでも調べられる携帯には関心を持っていた。ちょうどそのとき現代で教科書を読んでいた麻由は異変に気付く。三方ヶ原の戦いの後、武田信玄が病死した後史実上存在しないはずの河津が台頭するという記載に変わっていた。それを見た麻由は理解できず鼻血を出す。
一方麻美とけんかをした優は寧々に諭されより一層戦国時代で生き抜く覚悟を決め、それまでずっと来ていた制服を脱いで和服に着替え、トレードマークだったポニーテールもほどき、携帯も電波受信をオフにした。そのため麻美からの電話に出ることはなかった。
優に電話するもなかなか出ず、さらにバッテリーも切れかけて麻美が苛立っていると吾作が携帯があると言い出す。
次の朝麻美と卓也は利吉とともに河津の根城へ向かう。その際利吉は二人に護身用として刀を携帯させる。河津の根城に入ると人がおらず、奥のほうへ進んでいくと待ち構えていた河津たちに取り囲まれてしまう。そんな中麻美は意を決して利吉から手渡された刀を抜く。河津たちの包囲網が狭まり危険になったその時突然、林のほうから砲撃が始まる。そこに吾作と共に優が織田の鉄砲隊を引き連れて現れた。吾作は麻美の書いた皆で未来に帰ることを書いた巻物を優に渡していた。この機に乗じて河津たちを倒し、タイムホールの出現場所へ急いだ。同じころ現代でも卓也の父もタイムホールの出現場所を特定し、麻由らとともに出現場所へ現れたが当時と地形が違うため、現代では空中にタイムホールが出現し、地上にたたきつけられてしまうため緩衝材を集めるよう指示した。
そのころ出現場所に到着した麻美たち。卓也が調べた通りそこにはタイムホールが出現していた。しかしホールが閉まり始めているとのことで急いでまず卓也、公平、ヒロ子の3人が飛び込んだ。優に五作に礼を言うと五作は優への思いを告げ、それを聞いた優は五作のほほに口づけをした。麻美も利吉に礼を言う。この時奈緒から託されたストラップを立身出世のお守りとして利吉に託す。その後タイムホールへ行こうとする麻美たちの前に隙を見て逃げ出していた河津が現れ刀を振り回すが、あまりに無駄な動きの多い河津の動きを見て五作が、刀に付随している小さいナイフのようなものを公平から教わったピッチングで見事河津の足を狙い、それによりよろめいた河津はそのままタイムホールへと落ちて行った。すると利吉たちの方にまた野武士が現れ、利吉たちは麻美たちを守るために野武士と戦いを始める。
その時麻美にどんなことがあっても生き抜いてといわれ、その返事として麻美にも自分の時代で精いっぱい生き抜けと言って手にまいたストラップを麻美に突き出した。利吉が心配でなかなか動きださない麻美だがタイムホールが消えかけようとしていると優に引っ張られながらタイムホールへと飛び込み無事現代へと帰ってくる。戻ってきたシーンでまた冒頭と同じセリフが始まり、新たに「過去に行ってわかったことは未来のこと」病室で見た奈緒の笑顔の理由が自分たちの未来を信じてのことだ考えて冒頭のシーンにつながってエンディングを迎える。
現代へ戻った後、歴史博物館で研究発表をしていた麻由のもとへ麻美と優が訪れた。結局過去へ行ったことを信じてもらえず停学3日の処分を食らった。しかし麻由は信じており、その証拠としてある展示物を二人に見せた。それは徳川家の重臣中村久三郎の刀であった。この中村久三郎とは利吉が侍になった時になると言っていた名だった。その証拠にその方には麻美が利吉に渡したストラップがつけられていた。展示の説明書きにはこのスラップが携帯ストラップの由来になったとされると書かれており、さらに立身出世のお守りになっていたとも書かれている。

ほかの人に関してはヒロ子と公平は仲良く傘をさして歩いているシーンがあったが、卓也については触れられていない。河津はいまだに背中に刀を差してはいるがホームレスになって、道の反対側を歩いているヒロ子たちを見つけたとたん顔を隠して逃げるように去っていった。

## スタッフ・キャスト

### スタッフ
- 監督 - 佐藤太
- 脚本 - 金子二郎、竹内清人
- 音楽 - MOKU

### キャスト

#### 現代人
- 有村架純 - あさみ
- 荒井萌 - ヒロ子
- 竹富聖花 - 優
- 賀来賢人 - 公平
- 森廉 - 卓也
- 小木曽汐莉（SKE48） - 麻由
- 木﨑ゆりあ（SKE48） - 奈緒
- 磯原杏華・上野圭澄、金子栞・小林亜実・酒井萌衣・竹内舞・都築里佳・中村優花・原望奈美・間野春香・山下ゆかり・山田恵里伽（以上SKE48 チームEメンバー）・松井咲子（AKB48） - クラスメート[2]

#### 戦国人
- 鈴木勝吾 - 利吉
- 相馬圭祐 - 吾作
- 浜尾京介 - 与平
- 松方弘樹 - 織田信長
- 篠田麻里子（AKB48） - 寧々
- 有薗芳記 - 河津信行

## 製作委員会
- 角川コンテンツゲート
- エヌ・ティ・ティ・ドコモ
- 角川書店
- メ〜テレ

## DVDリリース・派生作品

### DVD
- ギャルバサラ -戦国時代は圏外です- スペシャルバサラ・エディション（2012年3月23日、角川書店）
- ギャルバサラ外伝（2012年8月24日、角川書店）

### ノベライズ
- 2011年11月19日にエンターブレイン発行・角川グループパブリッシング発売にて刊行（「KCG文庫」レーベル）。作・飯山満、イラスト・みかきみかこが担当。

### コミカライズ
- 2011年12月に発売されたニュータイプエースVol.4から2012年3月発売のVol.7で連載されていたコミカライズ作品。漫画は川那辺雅弘が担当。